# Mary Cholmondeley
Mary Cholmondeley (Hodnet, Shropshire, Inglaterra, 8 de junio de 1859 - Kensington, Londres, 15 de julio de 1925) fue una escritora británica.

## Biografía
Hija del vicario de la Iglesia de San Lucas en el pueblo de Hodnet, Mary Cholmondeley pasó la mayor parte de los primeros treinta años de su vida cuidando de su madre enferma. Algunos miembros de su familia también fueron parte del mundo literario, en particular su tío Reginald Cholmondeley de Condover Hall, que era amigo del novelista americano Mark Twain.
Mientras Cholmondeley crecía le gustaba contar historias a sus hermanos y se puso a escribir ficción para escapar de su monótona vida. En el diario de Cholmondeley pone escrito que a la edad de 18 años la joven creía que nunca llegaría a casarse, ya que pensaba que carecía del aspecto y el encanto para atraer a un chico.
El primer libro publicado por Cholmondeley fue Her Evil Genious (El mal genio, traducido literalmente) y poco después, en 1886, publicó su segunda obra, The Danvers Jewels. En 1896 su familia se trasladó a la aldea de Condover temporalmente antes de establecerse definitivamente en Londres, donde escribió la novela satírica, Red Pottage en 1899, que llegó a ser una de las más vendidas tanto en Inglaterra como en Estados Unidos.
Aunque tímida, debido su carácter solitario, tuvo amistad con algunas de las figuras literarias conocidas de la época y además de más de una docena de novelas Cholmondeley escribió ensayos, artículos y cuentos.
En 1917 se publicó su autobiografía, Under One Roof.
Como Cholmondeley había predicho, murió sin casarse, a los 66 años. Su sobrina, Stella Benson (1892-1933), también se convirtió en novelista. Participó activamente en el incipiente movimiento feminista New Woman y fue amiga de Henry James.

## Algunas de sus obras
- The Danvers Jewels (1886).
- Sir Charles Danvers (1889).
- Let Loose (1890) .
- Diana Tempest (1893). Traducción de Ricardo García Pérez; Nocturna ediciones. Madrid, 2022.
- Devotee: An Episode in the Life of a Butterfly (1897).
- Red Pottage (1899) . Un guiso de lentejas. Traducción de Ricardo García Pérez; Nocturna ediciones. Madrid, 2019.[1]
- The Pitfall (1902) . Un incoveniente, Trd. de Israel Centeno, postfacio de Marta Sanz, Ed. Periférica, Cáceres, 2011.
- Prisoners (1906).
- The Lowest Rung (1908).
- Moth and Rust (1912).
- After All (1913).
- Notwithstanding (1913).
- Under One Roof (1917).